# Беннетт, Дэниел (футболист)
Дэниел Беннетт (англ. Daniel Bennett; 7 января 1978, Грейт-Ярмут, Англия) — сингапурский футболист английского происхождения, защитник клуба «Тампинс Роверс». Рекордсмен по количеству матчей за сборную Сингапура.

## Биография
Родился 7 января 1978 года в английском городе Грейт-Ярмут, графство Норфолк. В два года Беннетт вместе с семьёй переехал в Сингапур. Обучался в Tanglin Trust School и Объединённым всемирном колледже Юго-Восточной Азии, где его отец Эндрю работал учителем, а затем и директором. Имеет высшее образование, с отличием окончил Университет Лафборо в области спортивной науки.

### Клубная карьера
Профессиональную карьеру начинал в чемпионате Сингапура в 1995 году в составе клуба «Таньчжон Пагар Юнайтед». В 1999 и 2000 годах также выступал за команду «Балестье Халса». 8 февраля 2002 года Беннет подписал контракт до конца сезона с клубом английской Лиги 1 «Рексем», в составе которого провёл 6 матчей. Летом он вернулся в Сингапур, в клуб «Сингапур Армд Форсес», которому помог выиграть чемпионат Сингапура 2002 года. Зимой 2003 года Беннетт снова поехал в «Рексем», выступавший на тот момент в Лиге 2, и сыграл за него 18 матчей.
Летом 2003 года он окончательно вернулся в Сингапур. В 2003 и 2004 годах выступал за «Сингапур Армд Форсес». В 2004 году перешёл в «Вудлэндс Веллингтон», где отыграл два сезона. С 2007 года снова стал игроком «Армд Форсес» и продолжал выступать за клуб на протяжении девяти сезонов. В его составе 4 раза стал чемпионом Сингапура и трижды выиграл кубок страны. После ухода из команды в 2016 году, отыграл сезон за «Гейланг Интернэшнл». С 2017 года является игроком «Тампинс Роверс».

### Карьера в сборной
Беннетт приобрёл гражданство Сингапура в 2002 году по программе натурализации иностранных спортивных талантов. Дебютировал за сборную Сингапура 11 декабря того же года, отыграв весь матч против сборной Филиппин.
В составе сборной ему ни разу не удалось пройти квалификацию чемпионата мира или Кубка Азии, однако он регулярно принимал участие в чемпионате АСЕАН и трижды, в 2004, 2007 и 2012 годах становился победителем турнира.
Последние матчи за сборную Сингапура сыграл в ноябре 2017 года против сборных Ливана и Бахрейна. Всего за карьеру сыграл 150 матчей (8 неофициальных) и забил 7 мячей в составе национальной команды и является рекордсменом по количеству сыгранных матчей за сборную Сингапура.

## Достижения
«Уорриорс»
- Чемпион Сингапура (5): 2002, 2007, 2008, 2009, 2014
- Обладатель Кубка Сингапура (3): 2007, 2008, 2012
- Обладатель Суперкубка Сингапура (1): 2015

«Тампинс Роверс»
- Обладатель Кубка Сингапура: 2019

 Сборная Сингапура
- Победитель Чемпионата АСЕАН (3): 2004, 2007, 2012

## Личная жизнь
Женат на китаянке Черри Чанг, с которой познакомился в Сингапуре.